# Deček in slon
Deček in slon je ilustrirana knjiga za mladino, ki jo je slovenska pisateljica Viktorija Zmaga Glogovec (rojena 1943) leta 2001 izdala pri Cankarjevi založbi. Mladinska knjiga je opremljena z ilustracijami slovenske ilustratorke Barbare Stupice.

### Zgodba
Zgodba govori o dečku Santosu, ki odrašča v Indijskem mestu Tiruvannamalaija s starši, sestrico Rani in babico. V otroštvu Santosu in Rani umreta starša. Kmalu izgubita tudi babico. Kljub žalosti in obupu se deček Santos ne vda in s pomočjo dobrih ljudi ter prav posebnega prijatelja, slona, spozna, da so v življenju še stvari, ki osrečujejo ljudi in jih polnijo s pozitivnimi mislimi.
Pisateljica z zgodbo o dečku in slonu mladini ponovno predstavi različnost sveta, ljudi, življenja in kulture. Poudari vrednote, ki so pomembne za medsebojno razumevanje in složno življenje. Meni, da je  branje, pisanje in ustvarjalnost treba spodbujati pri otroku v zgodnjih letih.